# Myotis nustrale
Myotis nustrale és una espècie de ratpenat de la família dels vespertiliònids. És endèmic de l'illa de Còrsega, on viu en hàbitats rocallosos, generalment a altituds superiors a 500 msnm. Es tracta d'una espècie de Myotis de mida mitjana, amb els avantbraços de 38,4-41,3 mm i un pes de 5,5-9,5 g. Físicament, costa molt de distingir de M. crypticus i M. nattereri. El nom específic nustrale significa 'nostre' en cors.
Com que fou descobert fa poc, encara no se n'ha avaluat formalment l'estat de conservació, tot i que els seus descriptors asseveren que compleix els requisits per ser classificada com a espècie en perill a la Llista Vermella de la UICN per la petitesa de la seva distribució, la fragmentació de les seves poblacions i la seva vulnerabilitat al canvi climàtic.